# Eino Rastas
Eino Rastas (Valkeala, 17 luglio 1894 – Kuusankoski, 7 gennaio 1967) è stata una maratoneta finlandese.

## Biografia
Rastas vinse le sue prime medaglie ai campionati nazionali finlandesi del 1917, conquistando l'oro nei 10.000 metri e l'argento nei 5.000 metri
Alle Olimpiadi estive del 1920 ad Anversa rappresentò la Finlandia nella corsa campestre, piazzandosi al 18° posto; la gara fu valida anche come prova a squadre, che la Finlandia vinse, ma solo i risultati dei migliori tre classificati (Paavo Nurmi, Heikki Liimatainen e Teodor Koskenniemi) contavano per il risultato di squadra.
Alle Olimpiadi di Parigi del 1924 Rastas rappresentò la Finlandia sia nei 5000 m che nella corsa campestre, quest'ultima ancora una volta come gara a squadre. 
I 5000 m furono disputati per primi; Rastas vinse la sua manche e si piazzò all'11° posto nella finale. Le condizioni della corsa campestre erano estremamente calde e impegnative, e la maggior parte dei corridori non riuscì a terminare la gara; tra questi c'era anche Rastas, che si ritirò poco dopo la metà del percorso. Anche altri due finlandesi (Väinö Sipilä ed Eero Berg) si sono ritirati, ma la Finlandia ha comunque vinto nuovamente la gara a squadre.
Rastas fece una terza e ultima apparizione olimpica nel 1928, questa volta nella maratona; si piazzò quattordicesimo.
In totale, Rastas vinse 10 medaglie ai campionati finlandesi, tra cui tre medaglie d'oro; oltre all'oro nei 10.000 m del 1917, vinse sia i 5.000 m che i 10.000 m nel 1922.